# Мојо де Калви
Мојо де Калви (итал. Moio de' Calvi) је насеље у Италији у округу Бергамо, региону Ломбардија.
Према процени из 2011. у насељу је живело 213 становника. Насеље се налази на надморској висини од 661 м.

## Становништво
Према резултатима пописа становништва 2011. у општини је живело 213 становника.
| 1936. | 1951. | 1961. | 1971. | 1981. | 1991. | 2001. | 2011. |
| ----- | ----- | ----- | ----- | ----- | ----- | ----- | ----- |
| 247   | 352   | 309   | 258   | 206   | 188   | 195   | 213   |